# Deutsches Eigentum
Deutsches Eigentum ist ein wirtschaftspolitischer Begriff aus der Nachkriegszeit in Österreich. Danach konnten alle vier Besatzungsmächte aufgrund eines Beschlusses der Potsdamer Konferenz vom 1. August 1945 das in ihren jeweiligen Zonen befindliche Eigentum des ehemaligen Deutschen Reichs und auch deutscher Staatsbürger beanspruchen.

## Deutsches Eigentum
Als „Deutsches Eigentum“ wurden alle Besitztümer und Industrieanlagen definiert, an denen das Deutsche Reich (auch über österreichische Vorbesitzer) zu mehr als 10 Prozent beteiligt war. Die Argumente der provisorischen Regierung, den Prozentsatz höher anzusetzen, wurden von der Sowjetunion abgelehnt.
Da das Deutsche Reich, dem Österreich 1938 eingegliedert worden war, alle kriegswichtigen Industrien und viele sonstige Anlagen übernommen hatte, fiel in Wien und Niederösterreich fast jede größere Industrie unter diesen Begriff.

## Sowjetische Zone
Die sowjetische Besatzungsmacht leitete daraus das Recht ab, Rohstoffe und noch intakte Maschinen und Industrieanlagen als Kriegsentschädigung in die Sowjetunion abzutransportieren – oder bei ihrem Verbleib in Österreich dafür hohe Entschädigungen („Reparationen“) zu verlangen. Davon war einerseits die gesamte Erdölindustrie betroffen, deren landesweite Eingliederung in die Sowjetische Mineralölverwaltung mit der Übernahme der Raffinerie Lobau im August 1947 abgeschlossen war.
Dazu kam die Donaudampfschiffahrtsgesellschaft (DDSG) und darüber hinaus etwa 10 % der Industriekapazität, mehr als 150.000 ha Grundbesitz sowie viele weitere Betriebe. Letztere Vermögenswerte wurden von der USIA verwaltet. Die von den Sowjets beschlagnahmte Erdölindustrie ging mit der Verstaatlichung 1956 und nach Zahlung von 200 Millionen Dollar in Form von Erdöllieferungen an die Sowjetunion allein für die Rückgabe der Erdöl- und Erdgasfelder in die Österreichische Mineralölverwaltung (ÖMV, heute OMV) über.
Die schwierigen Verhandlungen über die Ablöse des „Deutschen Eigentums“ waren ein Hauptgrund für die lange Verzögerung des Österreichischen Staatsvertrags (um 1950 von Österreich erhofft, im Mai 1955 abgeschlossen).
Viele USIA-Betriebe wurden 1955 nach Vereinbarung von Ablösen im Wert von 150 Millionen Dollar an die Republik Österreich übergeben und von dieser aufgrund des 1. und 2. Verstaatlichungsgesetzes (von 1946 bzw. 1947) nachträglich verstaatlicht.

## Die anderen Zonen
Im Süden und Westen Österreichs überließen die Westmächte, mit einigen Ausnahmen durch die französische Besatzungsmacht, das „deutsche Eigentum“ der Republik Österreich, da die USA und Großbritannien bereit waren, die im Konsens der Regierungsparteien zustande gekommene Verstaatlichung als Lösung der Eigentumsfrage anzuerkennen.
Das damalige „Bundesministerium für Handel und Wiederaufbau“ unter seinem langjährigen Staatssekretär bzw. Minister Fritz Bock war an diesen Lösungen entscheidend tätig, konnte wegen der hohen Zahlungslasten ab 1955 die Thematik aber erst in den 1970er-Jahren abschließen.
1957 wurde von der Republik Österreich mit der Bundesrepublik Deutschland zur Regelung des „deutschen Eigentums“ ein Vermögensvertrag abgeschlossen.